# Salehurst and Robertsbridge
Salehurst and Robertsbridge är en civil parish i Storbritannien.   Den ligger i grevskapet East Sussex och riksdelen England, i den sydöstra delen av landet, 70 km sydost om huvudstaden London. Antalet invånare är 2 588. Arean är 18,2 kvadratkilometer.
Terrängen i Salehurst and Robertsbridge är platt.